# Traktaty nierównoprawne

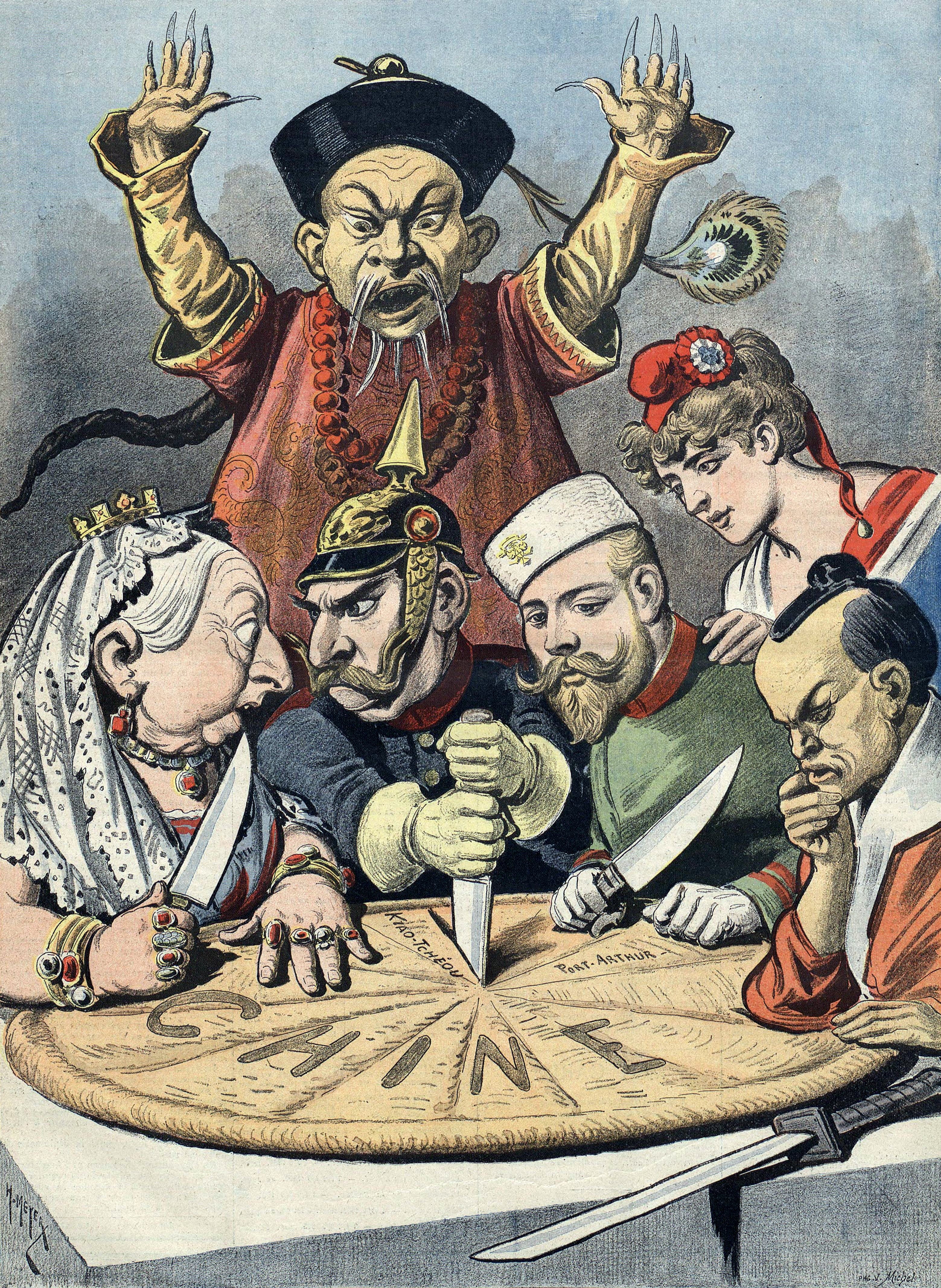
Francuska karykatura polityczna z 1898 r., przedstawiająca brytyjską królową Wiktorię, niemieckiego cesarza Wilhelma II, cara Rosji Mikołaja II, francuską Mariannę i japońskiego samuraja, dzielących Chiny między siebie; stereotypowy mandaryn reaguje z przerażeniem w tle

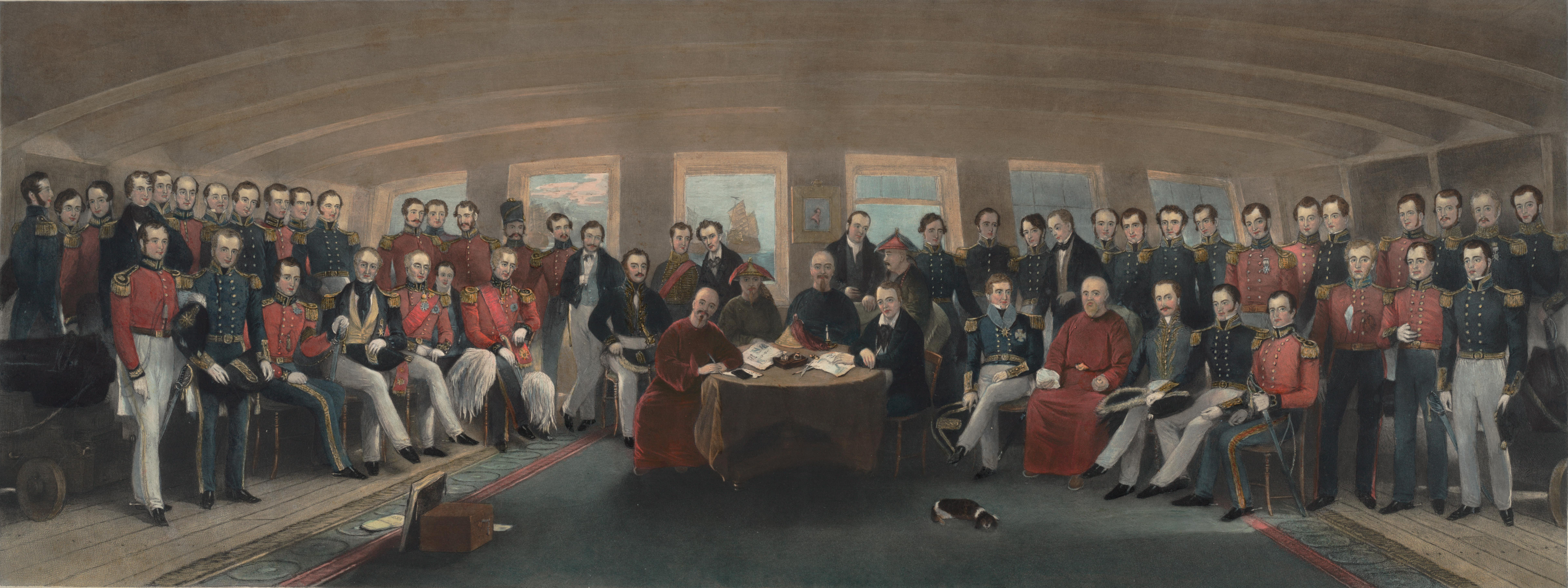
Podpisanie traktatu nankińskiego (1842)

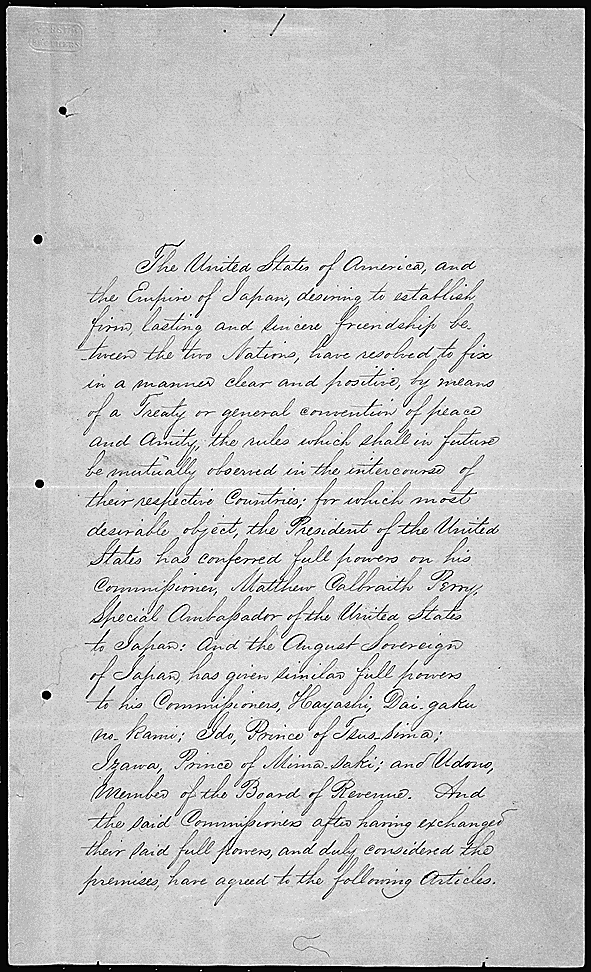
Pierwsza strona traktatu z Kanagawy (1854)

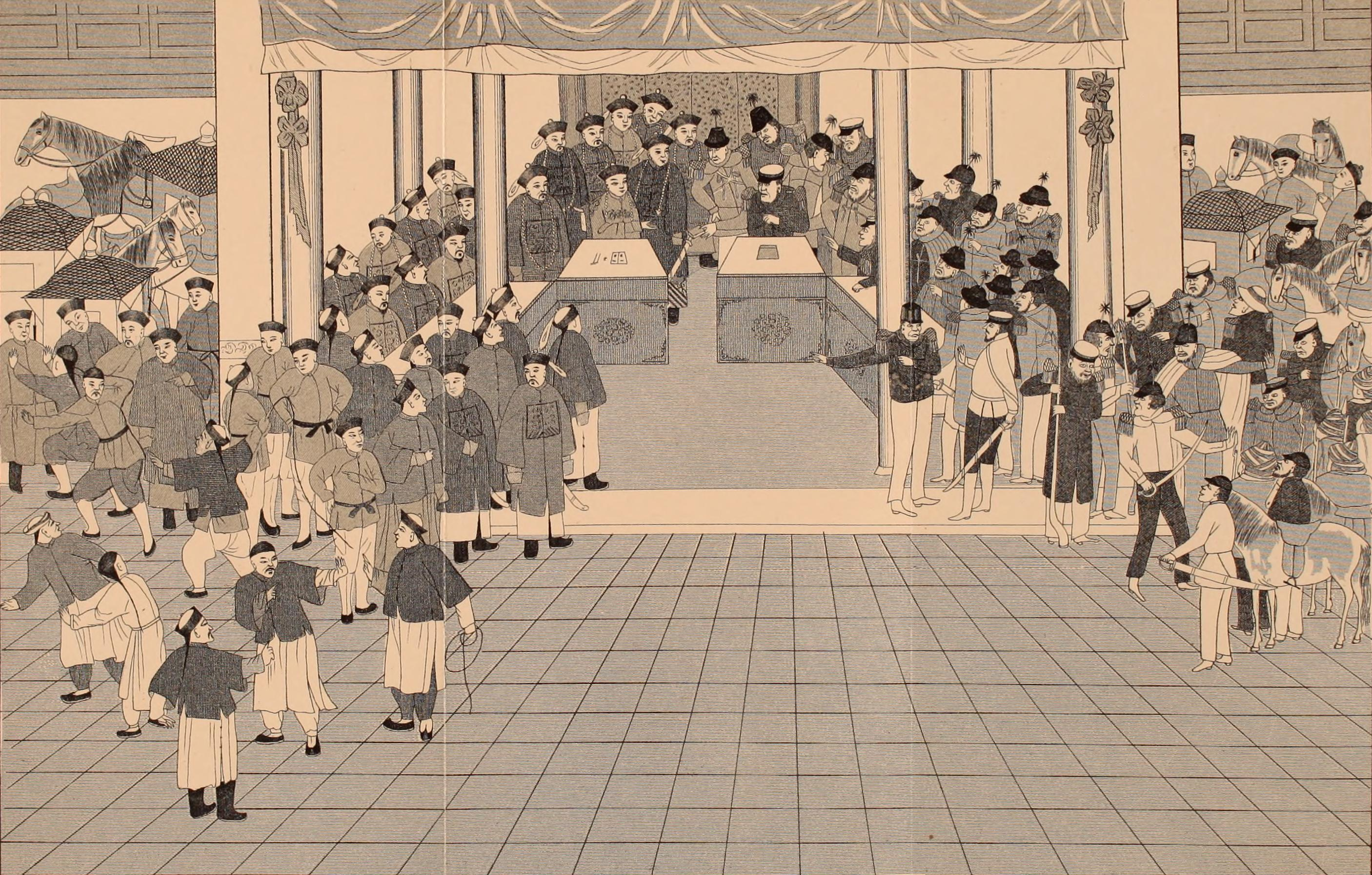
Podpisanie konwencji pekińskej (1860)

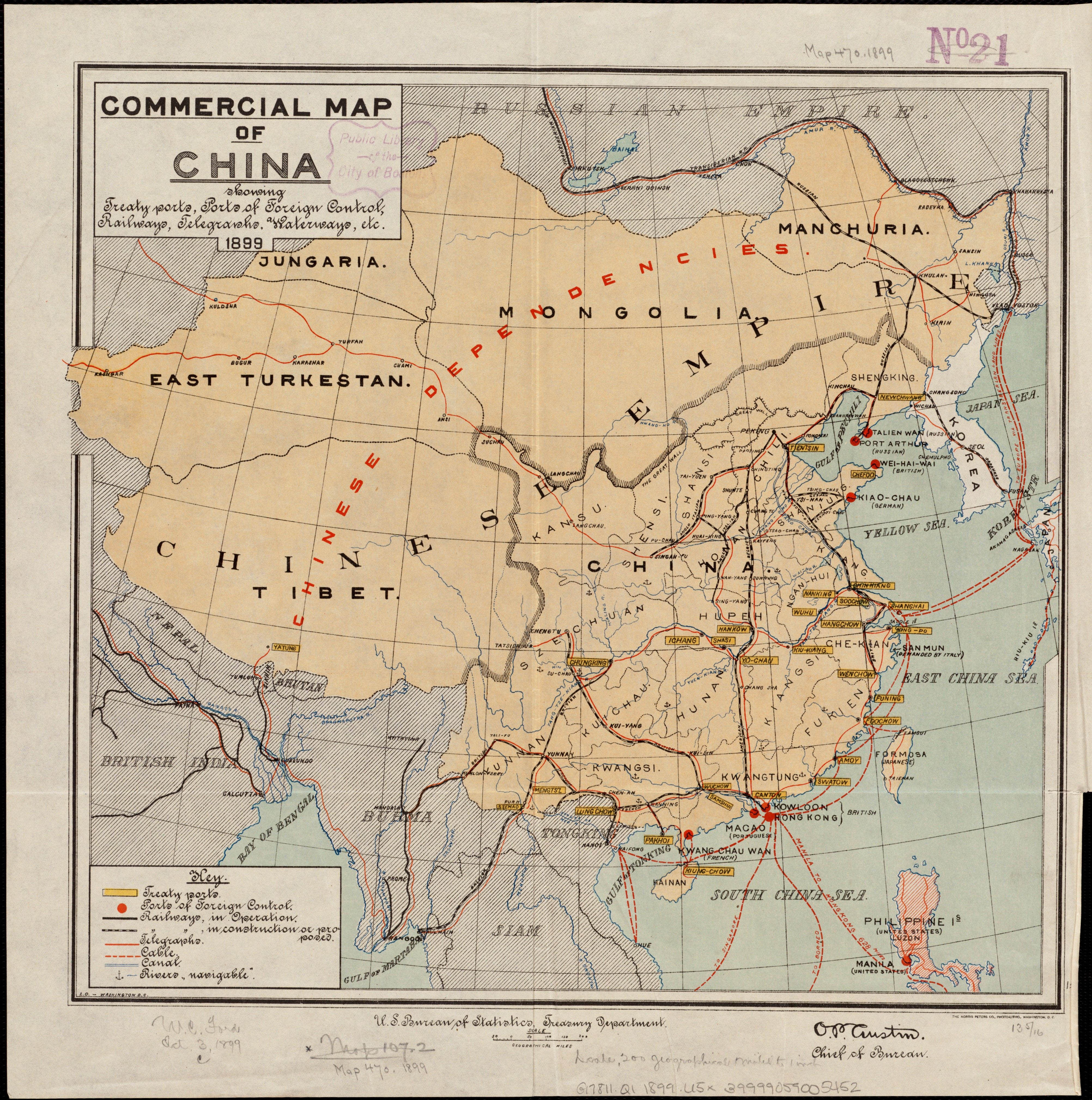
Mapa handlowa Chin (1899)

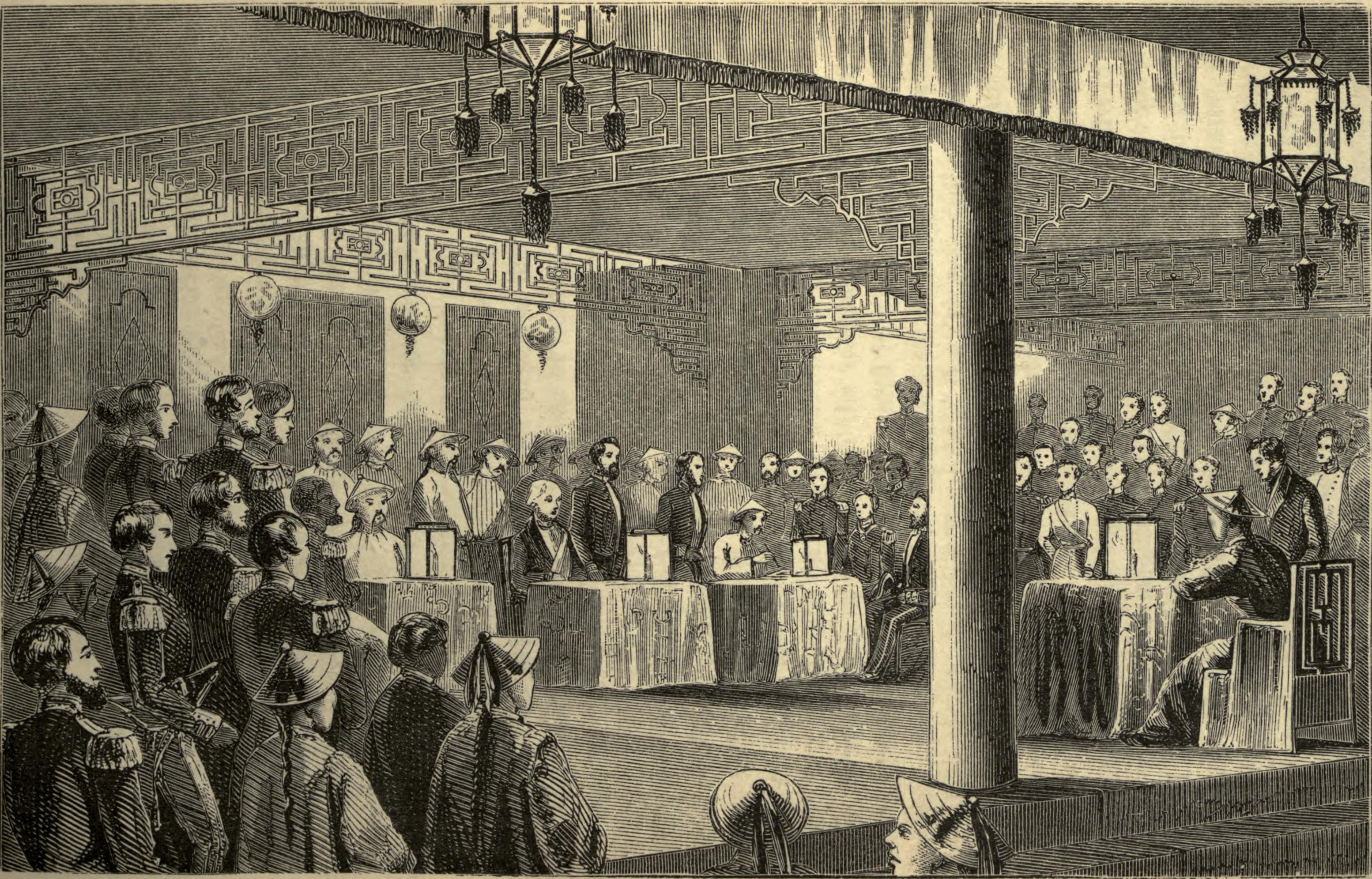
Podpisanie traktatu tienciński (1858)

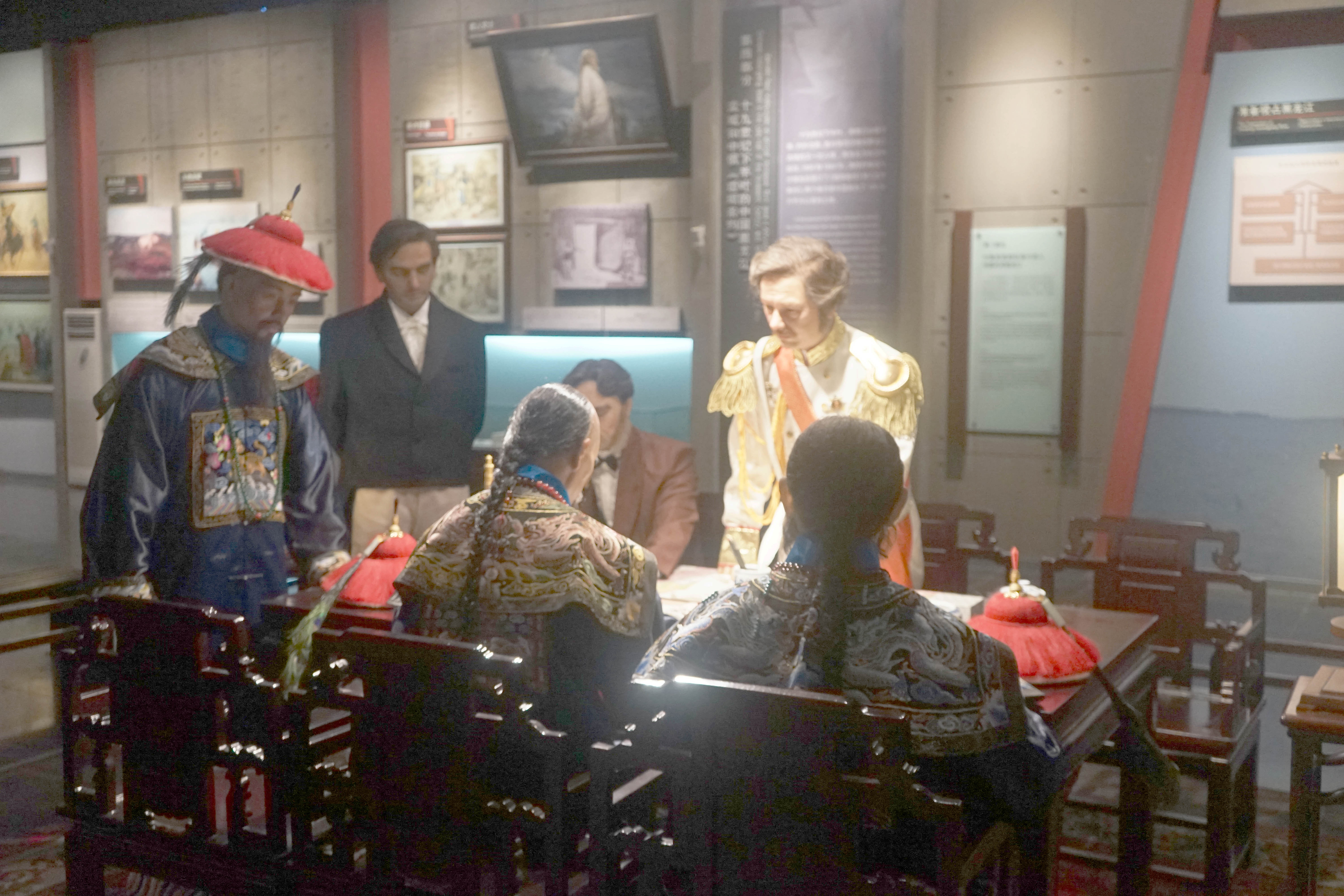
Odtworzona scena podpisania traktatu aiguńskiego (1858)

Traktaty nierównoprawne (chin. trad. 不平等條約, chin. upr. 不平等条约, pinyin bùpíngděng tiáoyuē; jap. fu-byōdō-jōyaku, kanji 不平等条約) – traktaty (znane również pod terminami „niesprawiedliwe”, „przymusowe”) odnoszące się zasadniczo, ale nie wyłącznie, do historycznej kategorii traktatów dwustronnych zawartych pod koniec XIX i na początku XX wieku między państwami europejskimi, Stanami Zjednoczonymi i krajami Ameryki Łacińskiej a państwami Azji i Afryki. 
Większość tych traktatów została podpisana po klęsce militarnej lub w konsekwencji zagrożenia. Ustanawiały one system korzyści dla mocarstw „cywilizowanych”, ograniczając jednocześnie suwerenność „niecywilizowanych” i im podporządkowanych. Ze względu na swoją przewagę ekonomiczną i militarną mocarstwa narzucały surowe ograniczenia i niesprawiedliwe warunki oraz wymuszały specjalne przywileje poprzez ustępstwa w prawach terytorialnych i suwerennych, podział stref wpływów, otwieranie portów, egzekwowanie jurysdykcji eksterytorialnej, nabywanie kolei, górnictwo itp.. 
Pierwszym nierównoprawnym traktatem był traktat pokojowy pomiędzy cesarstwem dynastii Qing (Chiny) a Zjednoczonym Królestwem Wielkiej Brytanii i Irlandii podpisany w 1842 roku, znany jako traktat nankiński. Następnie podpisano podobne dokumenty z innymi państwami, jak poniżej w tabelach. 

## Lista ważniejszych traktatów nierównoprawnych
| Traktat                                                                  | Rok  | Kraj zawierający                                                                                         | Treść | Uwagi                          |
| ------------------------------------------------------------------------ | ---- | --- | --- | ------------------------------ |
| Traktat nankiński                                                        | 1842 | Wielka Brytania                                                                                          | Traktat pomiędzy Zjednoczonym Królestwem Wielkiej Brytanii i Irlandii a Chinami, na mocy którego Chiny musiały m.in. otworzyć pięć dużych portów dla europejskich statków i zlikwidować gildię kohong; Hongkong został odstąpiony Wielkiej Brytanii po wsze czasy, przyznane zostały prawa eksterytorialne dla Brytyjczyków (tym samym Chiny pozwoliły na obcą jurysdykcję na swoim terytorium)              |                                |
| Traktat z Bogue (Humen, miasto i wąska cieśnina w delcie Rzeki Perłowej) | 1843 | Wielka Brytania                                                                                          | Traktat uzupełniający traktat nankiński pomiędzy Wielką Brytanią a Chinami |                                |
| Traktat z Wangxia (Wanghia)                                              | 1844 | Stany Zjednoczone                                                                                        | Traktat oparty w dużej mierze na traktacie nankińskim, zawierał jednak szereg dodatkowych punktów, jak np.: przyznanie Amerykanom prawa do nabywania ziemi w pięciu traktatowych portach pod budowę kościołów, szpitali i cmentarzy (interesy misjonarzy), zniesienie zakazu nauki języka chińskiego przez cudzoziemców, zwolnienie obywateli amerykańskich spod chińskiej jurysdykcji. Zakazał handlu opium |                                |
| Traktat z Huangpu (Whampoa)                                              | 1844 | Francja                                                                                                  | Francja uzyskała takie same przywileje jak Wielka Brytania w traktacie nankińskim i późniejszych: otwarcie pięciu portów, eksterytorialność dla obywateli francuskich, stałe cła na handel chińsko-francuski oraz prawo do stacjonowania konsulów |                                |
| Traktat aiguński (Aigun)                                                 | 1858 | Rosja | Traktat pomiędzy Imperium Rosyjskim a chińską dynastią Qing, regulujący część granicy na Dalekim Wschodzie |                                |
| Traktat tienciński (Tiencin)                                             | 1858 | Francja, Wielka Brytania, Rosja, Stany Zjednoczone                                                       | Otwarcie rzek i nowych portów do prowadzenia handlu, możliwość stacjonowania kontyngentów wojskowych |                                |
| Konwencja pekińska                                                       | 1860 | Wielka Brytania, Francja, Rosja                                                                          | Pierwsza konwencja pekińska zawarła trzy odrębne traktaty z: Wielką Brytanią, Francją i Rosją |                                |
| Traktat chińsko-portugalski                                              | 1887 | Portugalia                                                                                               | Traktat dał Portugalii prawa kolonialne do Makau pod warunkiem, że Portugalia będzie współpracować w wysiłkach na rzecz zakończenia przemytu opium |                                |
| Traktat z Shimonoseki                                                    | 1895 | Japonia                                                                                                  | Traktat kończący pierwszą wojnę chińsko-japońską (1894–1895) |                                |
| Druga konwencja pekińska                                                 | 1898 | Wielka Brytania                                                                                          | Na mocy konwencji z 1898 roku Nowe Terytoria wraz z 235 wyspami zostały wydzierżawione Wielkiej Brytanii na 99 lat od 1 lipca 1898 roku |                                |
| Protokół bokserski                                                       | 1901 | Wielka Brytania, USA, Japonia, Rosja, Francja, Niemcy, Włochy, Austro-Węgry, Belgia, Hiszpania, Holandia | Roszczenia o reparacje za wsparcie ludobójstw dokonanych przez „Bokserów”, embargo na broń |                                |
| Dwadzieścia jeden żądań                                                  | 1915 | Japonia                                                                                                  | Wypowiedzenie traktatów z Europejczykami przez Chiny, współpraca militarna Chin i Japonii | Odrzucone przez stronę chińską |

| Traktat                                | Rok  | Kraj                                                         | Treść |
| -------------------------------------- | ---- | ------------------------------------------------------------ | --- |
| Traktat z Kanagawy                     | 1854 | Stany Zjednoczone                                            | Zasada nieagresji, możliwość handlu w miastach portowych Shimoda i Hakodate, zakup broni amerykańskiej, ochrona rozbitków |
| Angielsko-japoński traktat o przyjaźni | 1854 | Wielka Brytania                                              | Zasada nieagresji, możliwość handlu, zaopatrzenia i napraw statków angielskich w Nagasaki i Hakodate, zrównanie praw kupców angielskich z holenderskimi i chińskimi, Anglia nie może próbować zmian traktatu                                                                        |
| Traktaty ery Ansei                     | 1858 | Stany Zjednoczone, Wielka Brytania, Rosja, Holandia, Francja | Przywileje dla Amerykanów, Anglików, Rosjan, Holendrów i Francuzów |
| Traktat Harrisa                        | 1858 | Stany Zjednoczone                                            | Wymiana dyplomatów, możliwość prowadzenia handlu w Kanagawie, Niigacie, Hyōgo i Nagasaki, prawo do zakupu działek, wznoszenia budynków w ww. portach przez obywateli USA, wprowadzenie niskich ceł, możliwość sądzenia obywateli USA przez amerykańskiego konsula, wolność wyznania |

| Traktat                       | Rok  | Kraj              |
| ----------------------------- | ---- | ----------------- |
| Traktat z Kanghwa / Ganghwa   | 1876 | Japonia           |
| Traktat amerykańsko-koreański | 1882 | Stany Zjednoczone |
| Traktat chińsko-koreański     | 1882 | Chiny             |
| Traktat japońsko-koreański    | 1905 | Japonia           |
| Traktat japońsko-koreański    | 1907 | Japonia           |
| Traktat o połączeniu cesarstw | 1910 | Japonia           |

| Traktat             | Rok  | Kraj         |
| ------------------- | ---- | ------------ |
| Traktat kiachtański | 1915 | Chiny, Rosja |